# Anita Doth
Anita Daniëlle Dels (Ámsterdam, 28 de diciembre de 1971) mundialmente conocida como Anita Doth, es una cantante neerlandesa de ascendencia surinamesa.
Ganó popularidad y éxito masivo a lo largo de los años 1990 como la artista principal de 2 Unlimited, banda belga de eurodance.

## Biografía
Es afroneerlandesa, de padre surinamés (Rolf Dels) y madre neerlandesa (Lydia).
En 1991 mientras trabajaba como administrativa en una comisaría, consiguió una prueba musical que la llevaría a 2 Unlimited.
En abril de 2005 nació su primer hijo Destyno, fruto de su relación con su pareja de entonces, Willy de Leon Agramonte.
En enero de 2010 se anunció que estaba siendo tratada por cáncer de mama, sometiéndose a quimioterapia y continuó actuando tanto como fue posible bajo su régimen de tratamiento. En 2011 fue declarada libre de cáncer.
En noviembre de 2013 anunció por Twitter que estaba embarazada de nuevo y por lo tanto se retiraría temporalmente. Se convirtió en madre de una niña llamada Ameerah en febrero de 2014.

## Carrera
2 Unlimited es un proyecto musical fundado en 1991 por los músicos belgas Jean-Paul DeCoster, Phil Wilde y el rapero neerlandés Ray Slijngaard.
Slijngaard le pidió a Doth que cantara la letra de una canción, «Get Ready for This», para su banda y el demo fue presentado a DeCoster y Wilde. Los músicos quedaron maravillados con su voz y le pidieron unirse a 2 Unlimited, mientras que el tema fue producido como su primer sencillo.

### 2 Unlimited
Cantó los coros de la mayoría de las canciones; sin embargo, hubo algunos lados B y un sencillo exitoso, «Nothing Like the Rain», donde cantó todas las letras.
La banda se convirtió en un éxito instantáneo en Europa y en todo el mundo. Sus éxitos incluyen «Maximum Overdrive», «No Limit», «Tribal Dance», «The Real Thing», «Twilight Zone» y «Workaholic». Después de cuatro álbumes, 45 canciones y dieciséis videoclips, el grupo se disolvió en 1996.

### Solista
Después de que 2 Unlimited se separara en 1996, Doth se convirtió en presentador en la estación de televisión musical holandesa TMF (The Music Factory),presentando Welcome to the Pleasure Zone, un programa con videos musicales y actuaciones en vivo. También trabajó como DJ en la estación de radio holandesa Radio 538. Más tarde ese año, cantó a dúo con el popular cantante holandés René Froger titulado "That's When I'll Stop Loving You".
En 2000, lanzó su álbum en solitario, Reality. Entre los sencillos extraídos del álbum se encuentran "Universe", "Lifting up My Life" y "This Is Reality". Doth trabajó con los productores Todd Terry y Steve Mac, entre otros.
En 2002, formó Divas of Dance con Linda Estelle (anteriormente de T-Spoon) y Desray (excantante de 2 Brothers on the 4th Floor). Interpretaron una variedad de clásicos de la música disco y el baile, incluidos los mayores éxitos de cada una de sus respectivas bandas. En 2006, lanzaron un sencillo titulado "Falling into the Groove".
A finales de los años 2000, realizó una gira por el Reino Unido, como parte de los 90 Reloaded Adult Weekenders en Butlin's. Anunciada como "Anita Doth de 2 Unlimited", la actuación incluiría los mayores éxitos de 2 Unlimited en la década de 1990.

### Regreso a 2 Unlimited
Doth y su ex colega de 2 Unlimited, Ray Slijngaard, se reunieron el 11 de abril de 2009, para actuar juntos por primera vez en 13 años en el concierto "I love the 90s" en Hasselt, Bélgica. Siguieron otros conciertos el 30 de abril en el concierto de Radio 538 Queen's Day en Museumplein en Ámsterdam, y como acto de apoyo para Milk Inc. en el Sportpaleis en Amberes el 25 de septiembre.
Actuando bajo el nombre de Ray & Anita, se confirmó el 29 de diciembre que el dúo lanzaría un nuevo sencillo juntos en 2010 titulado "In Da Name Of Love". Se cree que Jean-Paul de Coster les negó el permiso para usar el nombre de la banda, ya que todavía posee los derechos de la marca.
El 11 de julio de 2012, se anunció que Slijngaard y Doth volverían a trabajar con el productor belga, de Coster, bajo el nombre de 2 Unlimited.
En abril de 2016, anunció que dejaría la banda definitivamente, y en agosto de ese año Kim Vergouwen la reemplazó.

## Discografía
| Título  | Detalles del álbum                                                                         |
| ------- | ------------------------------------------------------------------------------------------ |
| Reality | - Publicado: 2000 - Sello: Pleasure Records (#PR99412) - Formatos: Casete y Disco compacto |

### Sencillos
| 1999                                                                          | Universe           | 94 | Reality |
| 2000                                                                          | Lifting Up My Life | 67 | Reality |
| 2001                                                                          | This is Reality    | 57 | Reality |
| 2012                                                                          | Next Level         | —  |         |
| "—" Denota elementos que no se graficaron o no se lanzaron en ese territorio. |                    |    |         |